# Кастіньяно
Кастіньяно (італ. Castignano) — муніципалітет в Італії, у регіоні Марке,  провінція Асколі-Пічено.
Кастіньяно розташоване на відстані близько 150 км на північний схід від Рима, 80 км на південь від Анкони, 11 км на північний схід від Асколі-Пічено.
Населення — 2854 особи (2014).

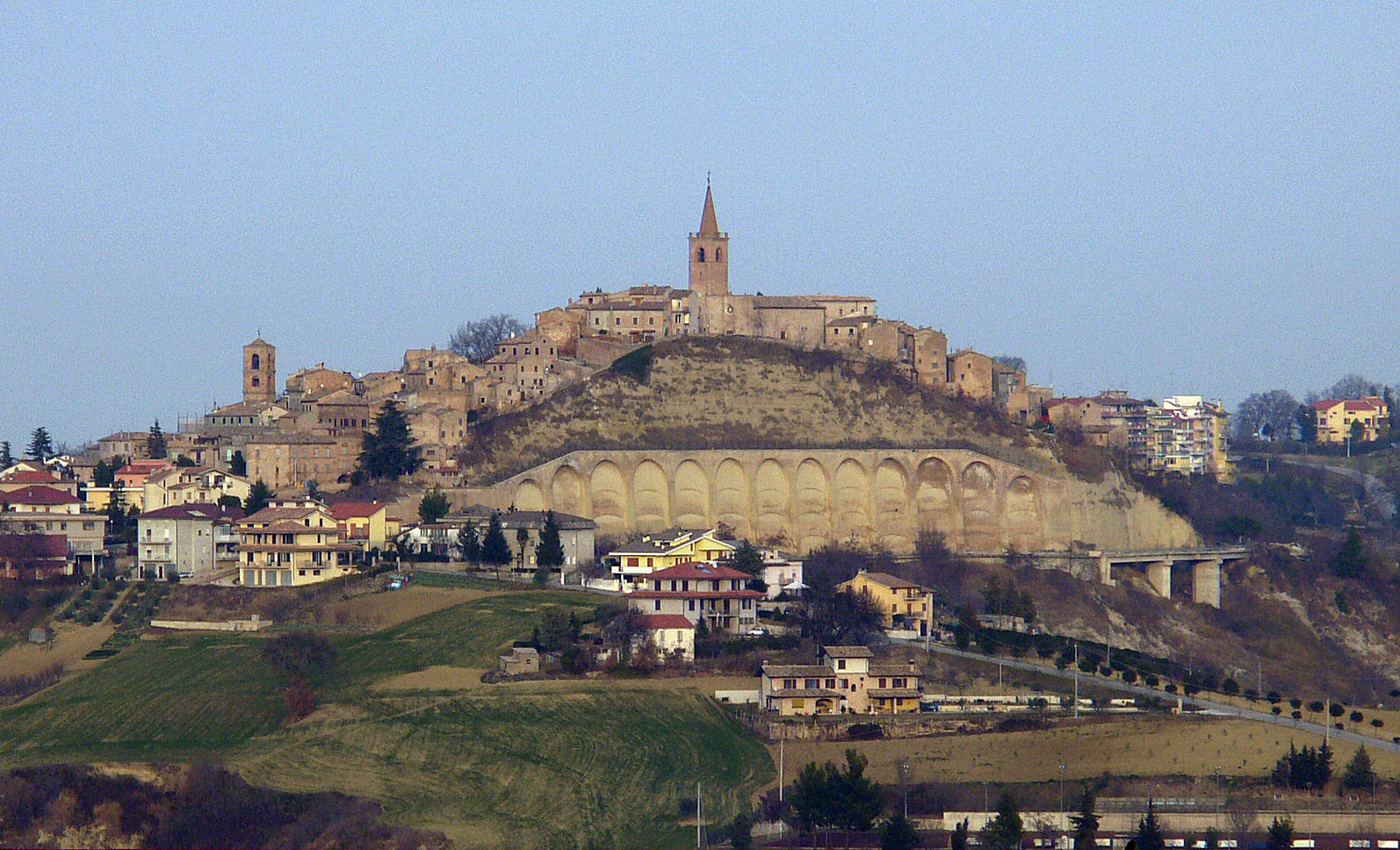

Щорічний фестиваль відбувається першої неділі вересня. Покровитель — Sant'Egidio Abate.

## Демографія
Населення за роками:

Станом на 1 січня 2023 року в муніципалітеті офіційно проживали 122 іноземці з 19 країн, серед них 59 громадян країн Євросоюзу та 2 громадяни України.

## Сусідні муніципалітети
- Аппіньяно-дель-Тронто
- Асколі-Пічено
- Коссіньяно
- Монтальто-делле-Марке
- Монтедінове
- Оффіда
- Ротелла